# Eugène Benderitter
Eugène Benderitter, född den 17 november 1869 i Rouen, död den 28 februari 1940 i Amiens, var en fransk entomolog.
Benderitters främsta vetenskapliga bidrag gjordes inom utforskningen av ordningen skalbaggar, särskilt familjen bladhorningar. Han beskrev många nya taxa, mestadels i Bulletin de la Société entomologique de France. Hans insektssamlingar från Afrika och Madagaskar finns i Kungliga Centralafrikanska museet i Tervuren i Belgien.